# Estazolam
El estazolam es un fármaco de la familia de las benzodiazepinas que fue creado en la década de los setenta por el laboratorio Upjohn. De administración oral y de acción intermedia, el estazolam es empleado como hipnótico para el tratamiento a corto plazo de los pacientes que sufren de insomnio. Si es comparado con otro benzodiazepínico como el flurazepam, el estazolam tiene una eficacia similar, pero una menor incidencia de efectos secundarios. A diferencia de flurazepam o quazepam, el estazolam carece de metabolitos activos.

## Usos médicos
Los principales usos médicos del estazolam son para relajar los músculos, combatir las convulsiones e inducir el sueño. El compuesto también puede reducir la ansiedad en personas con insomnio, pero no está diseñado para el uso a largo plazo contra el insomnio. Estazolam se ha utilizado con éxito para tratar las alucinaciones auditivas y mejorar el estado mental general de los esquizofrénicos. La droga se considera más potente que el diazepam.

## Inconvenientes
El estazolam puede producir mareos e interferir con el movimiento. El estreñimiento y la boca seca son comunes. Puede ocurrir un efecto de rebote cuando las personas dejan de tomar el medicamento si le fue prescrito para el insomnio, lo que significa que la alteración del sueño empeora temporalmente comparado a como era antes del tratamiento. En un estudio, el efecto adverso más común fue sensación de cansancio el día siguiente a la toma del medicamento. Se ha observado una disminución de la agudeza mental y del pulso 10 horas posteriores a la ingesta de la droga, incluso después de haber dormido bien por la noche.

## Mecanismo de acción
Al igual que con otras benzodiacepinas, el estazolam se une a la subunidad gamma-2 en el canal receptor GABA-canal de iones cloruro e incrementa los efectos del neurotransmisor inhibitorio, ácido gamma aminobutírico (GABA) mediante la unión no selectiva a los receptores de las benzodiazepinas (BNZ) en el sistema nervioso central.

## Factores de abuso

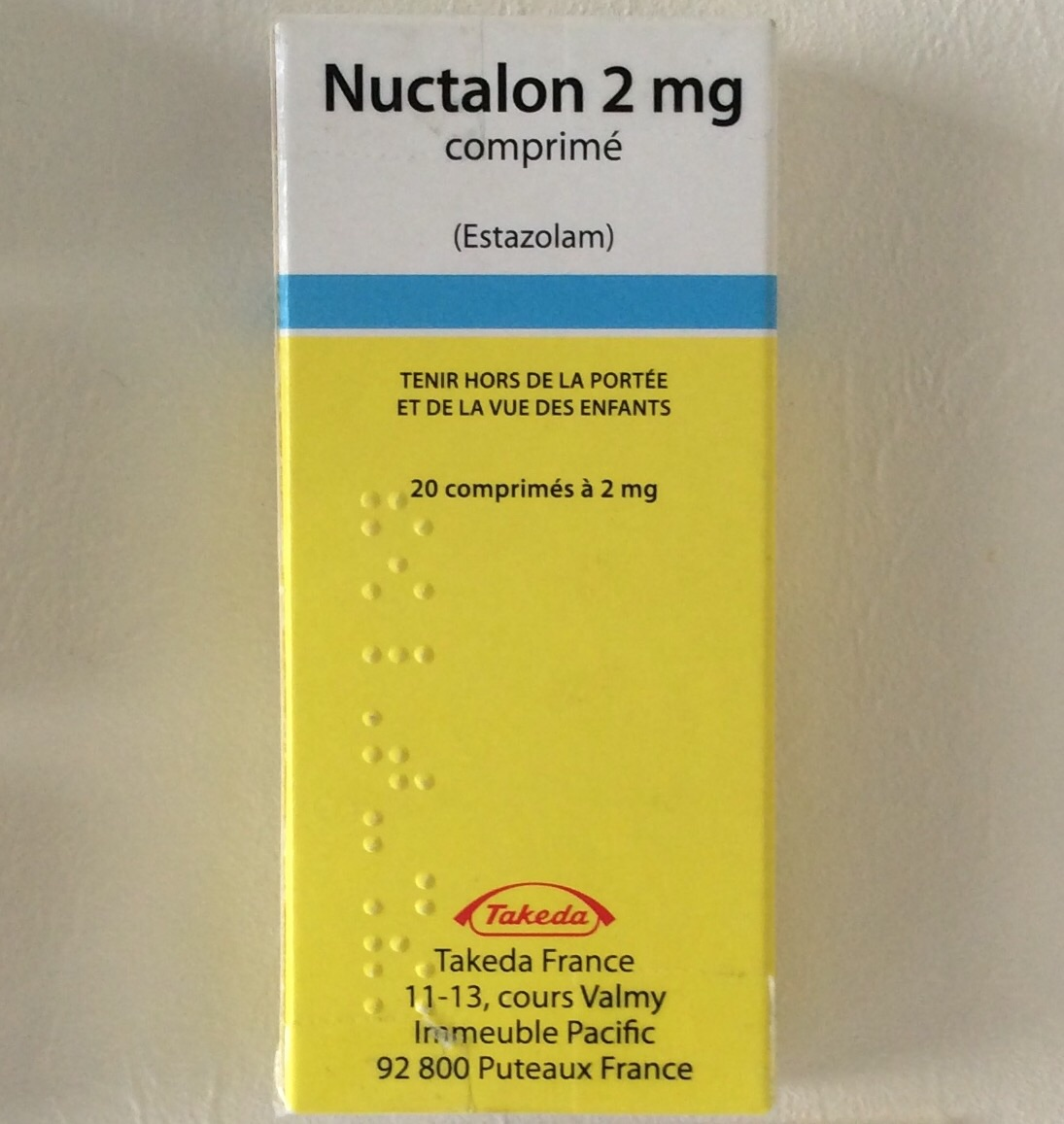
Caja de Estazolam.

Los síntomas de abstinencia son generalmente menores si una persona toma el estazolam el tiempo suficiente como para producir dependencia, pero existen informes raros de delirio y convulsiones peligrosas durante la abstinencia.

## Interacciones con otras drogas
Las acciones del estazolam pueden verse potenciadas por el alcohol, los barbitúricos, los opiáceos, los antihistamínicos y los inhibidores de la monoaminooxidasa (IMAO) que se encuentran en algunos antidepresivos. Fumar cigarrillos puede acortar el tiempo que dura una dosis de estazolam.

## Uso en embarazo lactancia
Un experimento con ratas no mostró cambios en la fertilidad. Se sabe que el estazolam causa defectos de nacimiento en humanos por lo que las mujeres embarazadas nunca deben tomar el fármaco. El análisis de leche de ratas lactantes muestra que el estazolam y sus metabolitos pueden pasar a la leche.